# Theodor Viehweg
Theodor Viehweg (1907-1988) nasceu na Alemanha e estudou direito e filosofia, tendo exercido a profissão de juiz. Como um dos principais nomes da Filosofia do Direito no século XX, contribuiu para a construção de uma nova Teoria da Argumentação Jurídica.

## Biografia
Em 1945,após a Segunda Guerra Mundial, estabeleceu-se em um pequeno povoado rural próximo a Munique.
Após descobrir uma biblioteca intacta escondida dentro de um claustro, iniciou uma minuciosa pesquisa que teve como produto final Tópica e Jurisprudência (publicado em 1953),apresentado à Universidade de Munique para obtenção do título de Livre-docência.

## Tópica e Jurisprudência
Theodor Viehweg foi o responsável pela recuperação da tópica nos anos 50 do Séc. XX, tendo declarado ter sido influenciado por Aristóteles, Cícero e Vico. A ideia de Jurisprudência trazida em seu título não diz respeito apenas aos precedentes e sentenças dos tribunais, mas é algo mais amplo. Está no sentido de todo o direito, também chamada ciência jurídica. O termo ciência jurídica é visto por Viehweg como impróprio, pois o Direito não é uma ciência, mas seria uma prudência.
O seu estudo insere-se naquele outro das racionalidades especificamente jurídicas, em concreto no da racionalidade prático-jurisprudencialista.
A tópica é o pensamento dialético de controvérsias práticas, um processo especial de tratamento dos problemas que consiste na mobilização dos topoi sugeridos pelas próprias controvérsias para a ponderação dos prós e dos contras das diversas opiniões que se referem a essas controvérsias.
Os topoi são, nas palavras de Aristóteles, procedimentos padrão que se podem usar a discutir qualquer assunto no âmbito de uma controvérsia. São lugares comuns ou argumentos estandardizados aceitos por todos ou pela maioria ou pelos mais qualificados.
A partir desses referentes de sentido que são por todos aceitos, estabelece-se uma argumentação com a apresentação das razões que fundamentam uma posição e a contestação das opiniões divergentes. A tópica parte, portanto de um pensamento problemático como ponto de partida e procura chegar a uma conclusão através de argumentos aceitos socialmente por quase todas as pessoas em uma tentativa de universalizar a lógica dialética.
Enquanto que com a retórica clássica se tentava persuadir os interlocutores através da argumentação, a tópica tenta chegar a um consenso.
Através da argumentação dialética em que participavam os interessados no problema chegava-se a esse consenso, que seria a solução possibilitada por essa dialética argumentativa, resolvendo-se dessa forma a problemática. No Brasil, serviu como influência para Tércio Sampaio Ferraz Júnior.

## Principais obras
- Some Considerations Concerning Legal Reasoning (In: HUGHES, Graham (Org.). Law, Reason and Justice. New York: New York University Press, 1969, p. 257-269)
- Topik und Jurisprudenz: Ein Beitrag zur rechtswissenschaftlichen Grundlagenforschung (1954)
  - Traduzido para o português da 5ª edição alemã por Kelly Susane Alflen da Silva sob o título de “Tópica e Jurisprudência: Uma Contribuição à Investigação dos Fundamentos Jurídico-Científicos” (Fabris, 2008).